# Somatia aestiva
Somatia aestiva är en tvåvingeart som först beskrevs av Fabricius 1805.  Somatia aestiva ingår i släktet Somatia och familjen Somatiidae. Inga underarter finns listade i Catalogue of Life.